# Susan Petrilli
Susan Petrilli (Adelaide, 3 novembre 1954) è una semiologa e filosofa italiana.
È professoressa di filosofia e teoria del linguaggio presso l'Università degli Studi di Bari Aldo Moro, Italia, e la settima Thomas A. Sebeok Fellow della Semiotic Society of America. È stata riconosciuta come una dei principali semiotici moderni alla voce "Susan Petrilli", nel The Routledge Companion to Semiotics, Londra, Routledge, 2010 edito da Paul Cobley.
Petrilli ha elaborato, insieme ad Augusto Ponzio, la teoria della "semioetica", situata all'incrocio tra semiotica ed etica.
La sua ricerca ha riconosciuto il ruolo chiave che Victoria Lady Welby ha svolto nello sviluppo della semiotica moderna accanto a Charles Peirce, tra cui nel suo libro Signifying and Understanding: Reading the Works of Victoria Welby and the Signific Movement (2009). Come osservato da John Deely: "È più che appropriato che Susan Petrilli, che ha aperto la strada allo sviluppo della semioetica nella principale tradizione della semiotica, sia quella a cui Victoria Welby è in debito per essere stata portata al centro della scena di questo importante sviluppo'.

## Semioetica
La teoria della semioetica di Petrilli e Ponzio è stata applicata e discussa in oltre trentacinque saggi e articoli recentemente pubblicati, tra cui quindici pubblicati dal 2013 sull'American Journal of Semiotics, sedici pubblicati su Semiotica a partire dal 2004 e altri pubblicati su New Formations, Sign System Studies, Language and Dialogue. La semioetica è stata inoltre applicata in campo legale, in particolare in articoli sull'International Journal for the Semiotics of Law, e sul Cambridge International Law Journal, per quanto riguarda i diritti umani ed il diritto internazionale.

Per quanto riguarda la sua teoria, Petrilli spiega: 
 La semioetica non è da intendersi come una nuova branca della semiotica, ma piuttosto si riferisce alla capacità umana di ascoltare l'altro, alla capacità di critica, deliberazione e responsabilità. Seguendo la "semiotica globale" di Sebeok, la semioetica ritorna all'origine della semiotica intesa come "sem(e)iotica medica" o "sintomatologia" e, ricordando la sua antica vocazione di prendersi cura della vita, tematizza la relazione tra segni e valori, semiotica e assiologia, semiotica, etica e pragmatismo. 
 Ronald C. Arnett aggiunge: 
 [Petrilli] sostiene che il compito principale della semioetica in questo momento storico sia la detotalizzazione dei sistemi di produzione della comunicazione globale. Intende la semioetica come una forza critica e dirompente in grado di mettere in discussione i sistemi di comunicazione globale che dominano questo momento storico. La semioetica sfida il caratteristico sviluppo sociale non riflessivo insito nell'amore della modernità per il processo e la procedura. Petrilli collega la semioetica alla missione di smascherare ideologie dominanti che costituiscono sistemi di comunicazione globalizzati. 

## Opere (parziale)
- Signifying and Understanding. Reading the Works of Victoria Welby and the Signific Movement, Foreword by Paul Cobley, pp. vii-x [Book series, Semiotics, Communication and Cognition 2, Editor Paul Cobley], (Boston/Berlin, De Gruyter Mouton, 2009), 1048pp.
- Sign Crossroads in Global Perspective. Semioethics and Responsibility, editor John Deely, Preface, “In Her Own Voice”, pp. vii–ix, & “The Seventh Sebeok Fellow: Editor’s Introduction”, pp. xi–xiii, both by J. Deely, New Brunswick (U.S.A.) and London (U.K.), Transaction Publishers, 2010, 330pp.
- The Self as a Sign, the World, and the Other. Living Semiotics, Foreword by Augusto Ponzio, pp. xiii–xvi, New Brunswick (U.S.A.) and London (U.K.), Transaction Publishers, 2013, 320pp.
- Victoria Welby and the Science of Signs. Significs, Semiotics, Philosophy of Language, Foreword, by Frank Nuessel, pp. xi–xviii. New Brunswick (U.S.A.) and London (U.K.), Transaction Publishers, 2015, 368pp.
- Sign Studies and Semioethics. Communication, Translation and Values [Semiotics, Communication and Cognition, book series directed by Paul Cobley and Kalevi Kull, Vol. 13], Boston, Berlin, De Gruyter Mouton, 2014. 398pp.